# Östra Karaby socken
Östra Karaby socken i Skåne ingick i Onsjö härad, ingår sedan 1971 i Eslövs kommun och motsvarar från 2016 Östra Karaby distrikt.
Socknens areal är 6,96  kvadratkilometer varav 6,94 land. År 2000 fanns här 111 invånare. Kyrkbyn Östra Karaby med sockenkyrkan Östra Karaby kyrka ligger i socknen. 

## Administrativ historik
Socknen har medeltida ursprung. 
Vid kommunreformen 1862 övergick socknens ansvar för de kyrkliga frågorna till Östra Karaby församling och för de borgerliga frågorna bildades Östra Karaby landskommun. Landskommunen uppgick 1952 i Marieholms landskommun som upplöstes 1971 då denna del uppgick i Eslövs kommun. Församlingen uppgick 2002 i Reslöv-Östra Karaby församling, från 2014 benämnd Marieholms församling.
1 januari 2016 inrättades distriktet Östra Karaby, med samma omfattning som församlingen hade 1999/2000.  
Socknen har tillhört län, fögderier, tingslag och domsagor enligt vad som beskrivs i artikeln Onsjö härad. De indelta soldaterna tillhörde Norra skånska infanteriregementet, Onsjö kompani och Skånska husarregementet, Landskrona skvadron, Billesholms kompani.

## Geografi
Östra Karaby socken ligger nordväst om Eslöv. Socknen är en odlad slättbygd delvis på en höjdrygg med höjder som når 92 meter över havet.

## Fornlämningar
Några boplatser från stenåldern är funna. Från bronsåldern finns gravhögar nu delvis överodlade.

## Namnet
Namnet skrevs 1481 Karleby och kommer från kyrkbyn. Namnet innehåller karl, 'man' och by, 'gård; by'..
Före 22 oktober 1927 skrevs namnet även Östra Karleby socken.